# Doddagollahalli, Mulbagal
Doddagollahalli là một làng thuộc tehsil Mulbagal, huyện Kolar, bang Karnataka, Ấn Độ.